# Нижний Цей
Нижний Це́й — село в Алагирском районе Республики Северная Осетия-Алания. Административный центр Цейского сельского поселения.

## География
Расположено на левом берегу реки Цеядон, в 50 км к югу от районного центра Алагир.

## Население
| 2002 | 2010 | 2021 |
| ---- | ---- | ---- |
| 13   | ↘3   | ↗9   |